# 조포나루터 익사 사건
조포나루터 익사 사고는 1963년 10월 23일, 조포나루터에서 나룻배가 침몰하여 사람들이 익사한 사고이다.
경기도 여주시(당시 여주군) 신륵사로 소풍을 갔다가 돌아오던 안양 안양남초등학교(당시 흥안초등학교) 5, 6학년 학생들이 탄 나룻배가 남한강 상류 조포나루터에서 침몰하여 남녀 어린이 37명, 교사와 학부모 12명 등이 익사하였다. 사고의 원인은 승선 정원 2배 초과, 나룻배를 밀어주던 모터보트의 과속 등이었다.